# 天津市国家安全局
天津市国家安全局是主管天津市国家安全工作的部门，直属中华人民共和国国家安全部。

## 领导
陆忠伟和董海舟曾领导天津市国家安全局。